# Barskon
Barskon (en russe : Барскон) ou Barskoon (en kirghize : Барскоон) ancienne Barsgan, Barskhan ou Barsqan est un petit village sur la rive sud du lac Issyk Kul, dans la province d'Issyk-Kul au Kirghizistan.

## Géographie
Barskon est un village à l'embouchure de la vallée Barskon - qui possède une impressionnante chute d'eau et est un bon centre pour la randonnée et l'équitation. Sa situation géographique est et de l'altitude est d'environ 1 753 mètres.

## Histoire
Au XIe siècle l'érudit Mahmoud de Kachgar (aussi connu sous Barskhani) fut originaire de cette région. Il est surtout connu comme l'auteur du premier dictionnaire de langues turques comparatif, le Recueil des langues turques, qu'il a écrit tout en vivant à Bagdad en 1072-4. Sa carte du monde connu d'alors a Barskon au centre du monde. Sa tombe est au sud de Kashgar - sur la route vers le Pakistan.

## Curiosités
La route vers le sud, de Barskon qui passe jusqu'à la vallée Barskon (A364) utilisées pour être l'un des itinéraires de la Route de la soie, en passant par le Bedel (4 284 m) pour aller en Chine. C'est maintenant la route principale menant à la mine d'or de Kumtor — route qui est bien entretenue et il y a une quantité raisonnable de la circulation — y compris les camions faisant leur chemin jusqu'à la mine.
Au printemps de 1998, un camion transportant du cyanure utilisé dans le procédé d'affinage de l'or a été impliqué dans un accident : il quitta la route, s'écrasa dans un ruisseau polluant les eaux et décima l'industrie touristique autour du lac Issyk Kul, car beaucoup de touristes annulèrent leurs vacances.
Il existe deux sites intéressants sur la route - un camion soviétique, monté sur un socle et un buste de Youri Gagarine, qui se remit sur la rive sud de l'Issyk Kul après son premier vol spatial.
Les montagnes à l'Est est une région connue sous le nom de Sytyr - un "désert froid alpin". À l'époque soviétique la route tournait vers l'Est le long de la partie supérieure du fleuve Naryn et boucle ronde sur le Yshtyk Pass (3689 m) à Ak Shyrak, Enilchek et éventuellement revenir à la ville de Karakol. Malheureusement, certains des ponts sont désormais en très mauvais état et la route, (jamais simple passage), n'est plus praticable. Barskon est le foyer de Shepherd's Way Trekking.